# دنیل فارکه
دنیل فارکه (آلمانی: Daniel Farke؛ زادهٔ ۳۰ اکتبر ۱۹۷۶) بازیکن سابق و سرمربی فوتبال اهل آلمان است.